# 社會的麥當勞化
《社會的麥當勞化》（The McDonaldization of Society）是美國社會學家喬治·雷瑟於1993年出版的社會學專著，旨在探討跨國連鎖速食餐廳麥當勞股份有限公司如何為了達到最大利潤，建構出一套價值與方法，規訓員工、顧客必須以特定方式和流程製造、生產、銷售、消費速食食品。這是雷瑟以德國社會學家馬克斯·韋伯的理論為基礎，發展出的「麥當勞化」學說。他在書中使用許多韋伯理論架構或概念，包括理性化、科層制等。